# Arca canastra (Antônio Bento de Moura)
A arca canastra é um objeto de mobiliário da Coleção Museu Paulista. Datada do século XIX, pertenceu a Antônio Bento de Moura. A peça é importante para a compreensão do contexto histórico do tropeirismo.

## História
A arca canastra pertencente a Antônio Bento de Moura está localizado no Museu Paulista e encontrava-se até 2013 no subsolo do museu, em uma exposição dedicada a Instrumentos de Mineração e Objetos de Tropeirismo. Essa canastra é do século XIX e foi doada ao museu pela filha de Antônio Bento, a Sra. Alda Beatriz de Moura, em 1984. A peça tem um importante papel na compreensão do contexto do tropeirismo.
Uma canastra é uma espécie de cesta larga e baixa, feita de madeira ou verga, às vezes com tampa. O objeto representa a mobilidade e pobreza na ocupação territorial brasileira.

## Descrição
O objeto servia para transporte de mercadorias em viagens, sendo colocados aos pares no lombo dos animais. A arca mede 77 cm de comprimento, 36 cm de profundidade e 37 cm de altura, pesando 11,26 kg, tem estrutura de madeira revestida de couro em pelo e apresenta fechadura de espelho quadrado e alças laterais de metal. Também é provido de abas que pendiam a tampa e vedavam a caixa e que possivelmente eram constituído de argolas laterais.
|  |  |